# La Boissière (Mayenne)
La Boissière ist eine französische Gemeinde mit 116 Einwohnern (Stand: 1. Januar 2022) im Département Mayenne in der Region Pays de la Loire; sie gehört zum Arrondissement Château-Gontier und zum Kanton Cossé-le-Vivien. Die Einwohner werden Buxériens genannt.

## Geographie
La Boissière liegt etwa 39 Kilometer südsüdwestlich von Laval. Umgeben wird La Boissière von den Nachbargemeinden Bouchamps-lès-Craon im Norden und Nordwesten, Segré-en-Anjou Bleu im Osten und Südosten, Bouillé-Ménard im Süden, Ombrée d’Anjou im Südwesten sowie Renazé im Westen.

## Bevölkerungsentwicklung
| 1962                       | 1968 | 1975 | 1982 | 1990 | 1999 | 2006 | 2019 |
| -------------------------- | ---- | ---- | ---- | ---- | ---- | ---- | ---- |
| 190                        | 175  | 158  | 131  | 152  | 111  | 120  | 115  |
| Quellen: Cassini und INSEE |      |      |      |      |      |      |      |

## Sehenswürdigkeiten
- Kirche Saint-Serge
- Kapelle Saint-Christophe
- Herrenhaus La Haute Bergerie
- Schloss La Boissière, seit 1987 Monument historique

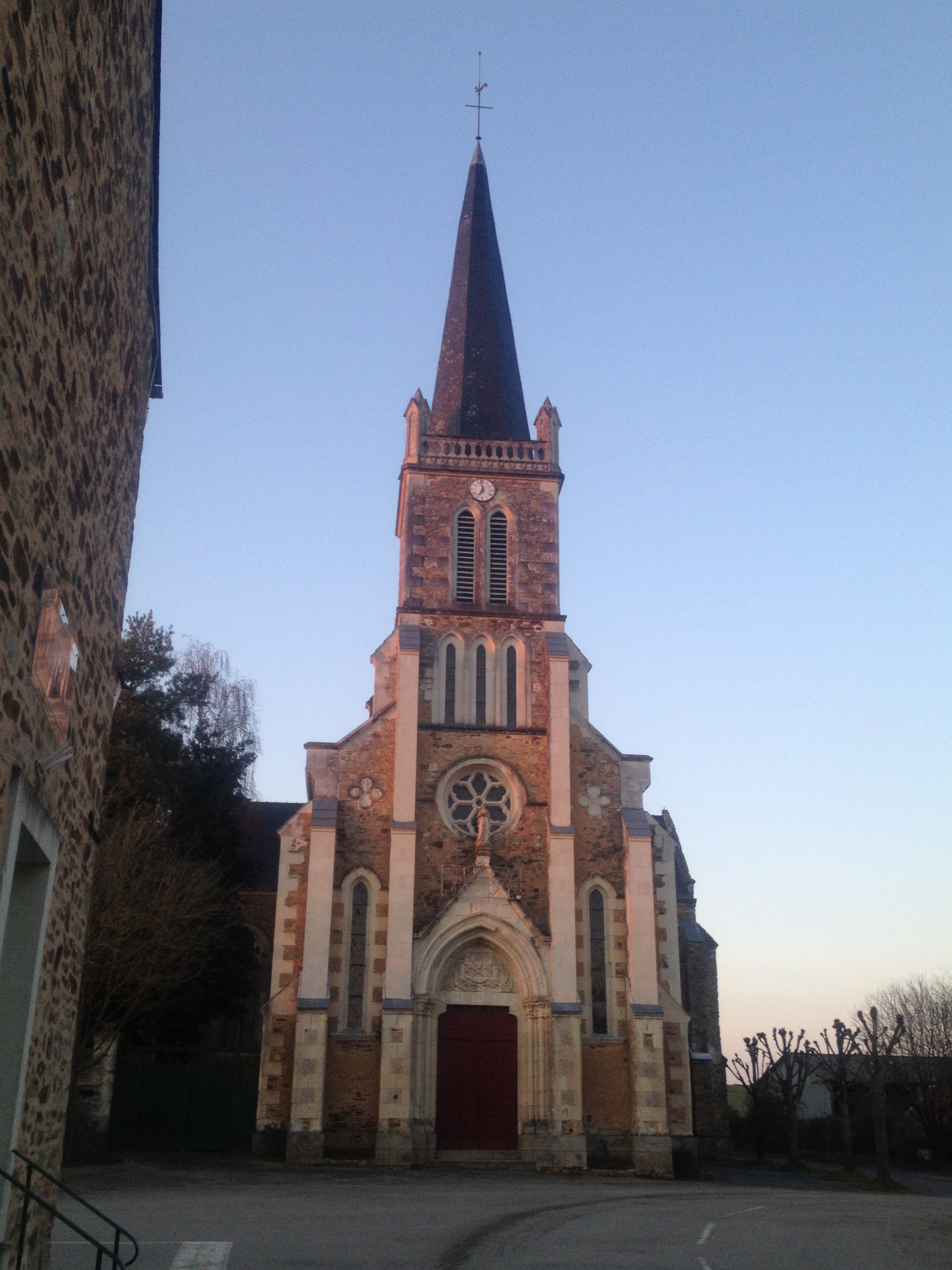
Kirche Saint-Serge
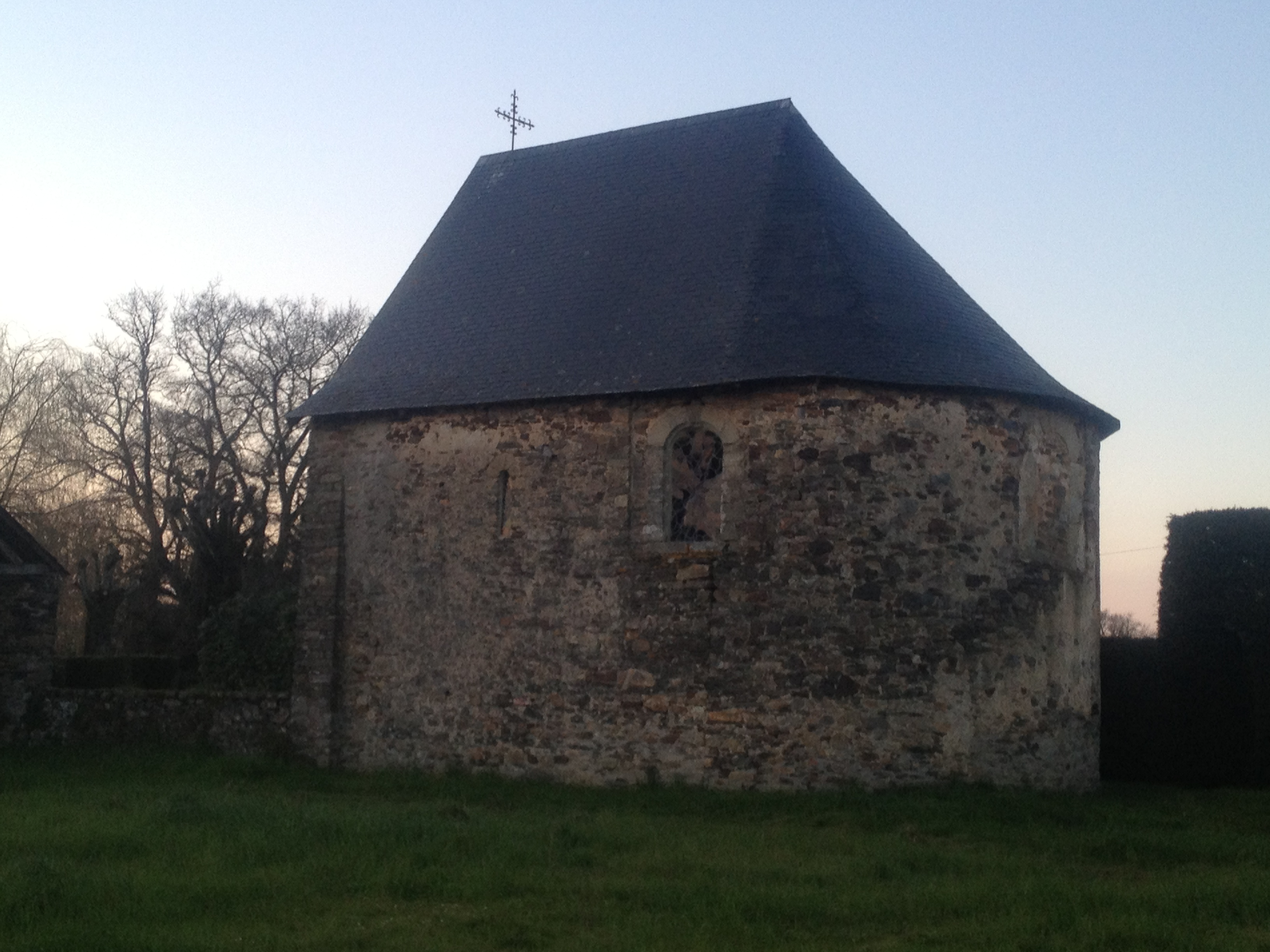
Kapelle Saint-Christophe
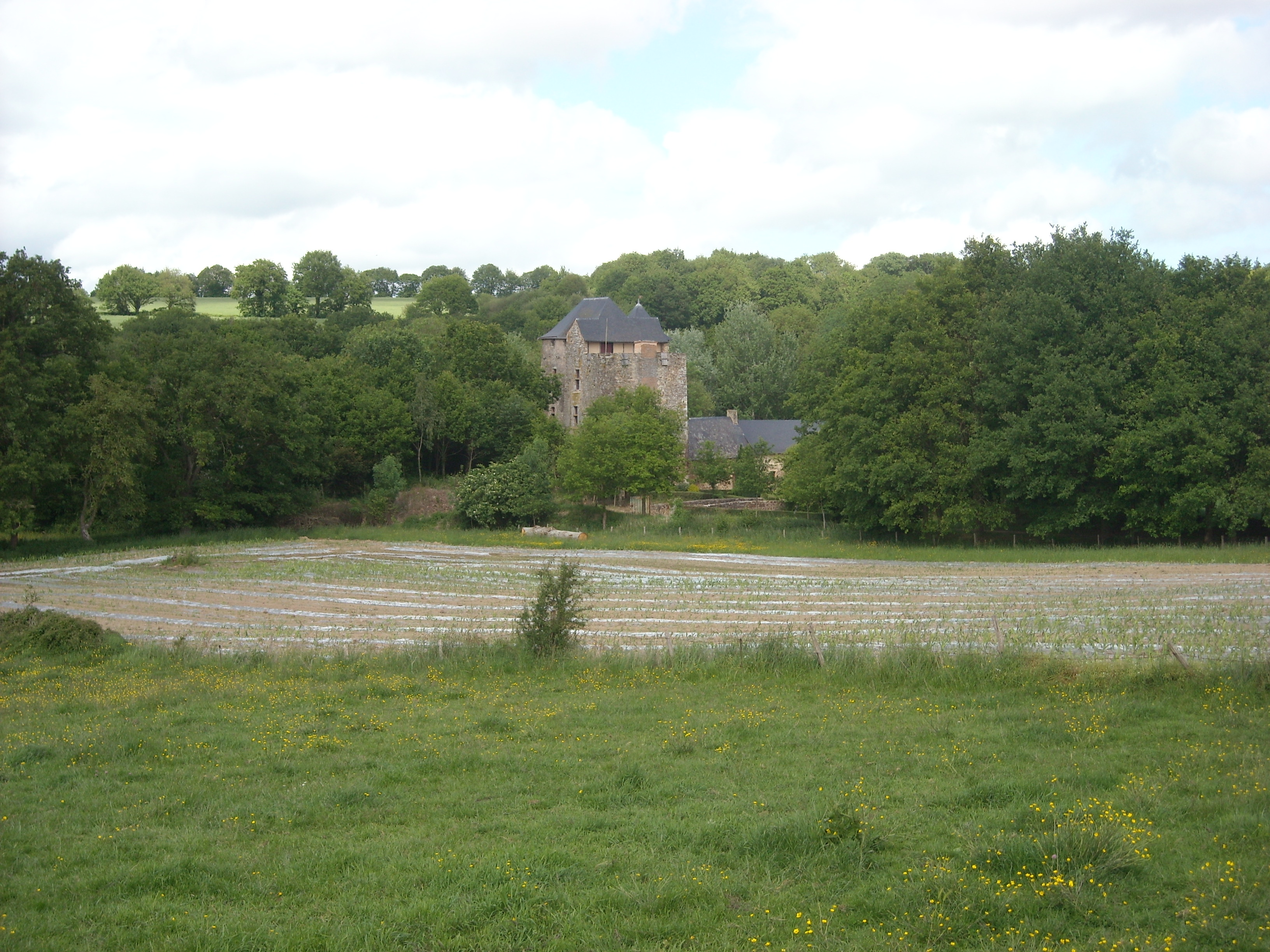
Schloss La Boissière